# Rasclet fosc
El rasclet fosc (Laterallus jamaicensis) és una espècie d'ocell de la família dels ràl·lids (Rallidae) que habita aiguamolls i pantans de les dues Amèriques, des de Nova York cap al sud per la costa Atlàntica dels Estats Units, Cuba, Jamaica, la Hispaniola i altres Antilles, i localment a Califòrnia, Baixa Califòrnia, Belize i la costa del Pacífic del Perú i de Xile.